# Bitva před Moskvou
Bitva před Moskvou (bitva u Moskvy, bitva o Moskvu) představuje poslední fázi operace Barbarossa – bitvu, která se rozpoutala poté, co německá vojska zahájila útok na hlavní město Sovětského svazu Moskvu, a pokračovala protiútokem Rudé armády. Probíhala od listopadu 1941 do jarních měsíců roku 1942 a skončila německým neúspěchem – vyčerpané a předchozími boji značně oslabené jednotky Wehrmachtu polního maršála Fedora von Bocka se sice dostaly až na předměstí Moskvy, ale vzápětí byly vrženy zpět jednotkami, které generál Georgij Konstantinovič Žukov povolal z Dálného východu a ze Sibiře a posílil o nově utvořené oddíly. Bitva před Moskvou se počítá vedle obležení Leningradu, bitvy o Stalingrad, bitvy v Kurském oblouku, operace Bagration a bitvy o Berlín k rozhodujícím bitvám Velké vlastenecké války. V této bitvě také definitivně skončila německá blesková válka Wehrmachtu během Velké vlastenecké války na území Sovětského svazu, vystřídala ji vleklá poziční válka, na kterou nebyl Wehrmacht předem připraven.

## Operace Tajfun

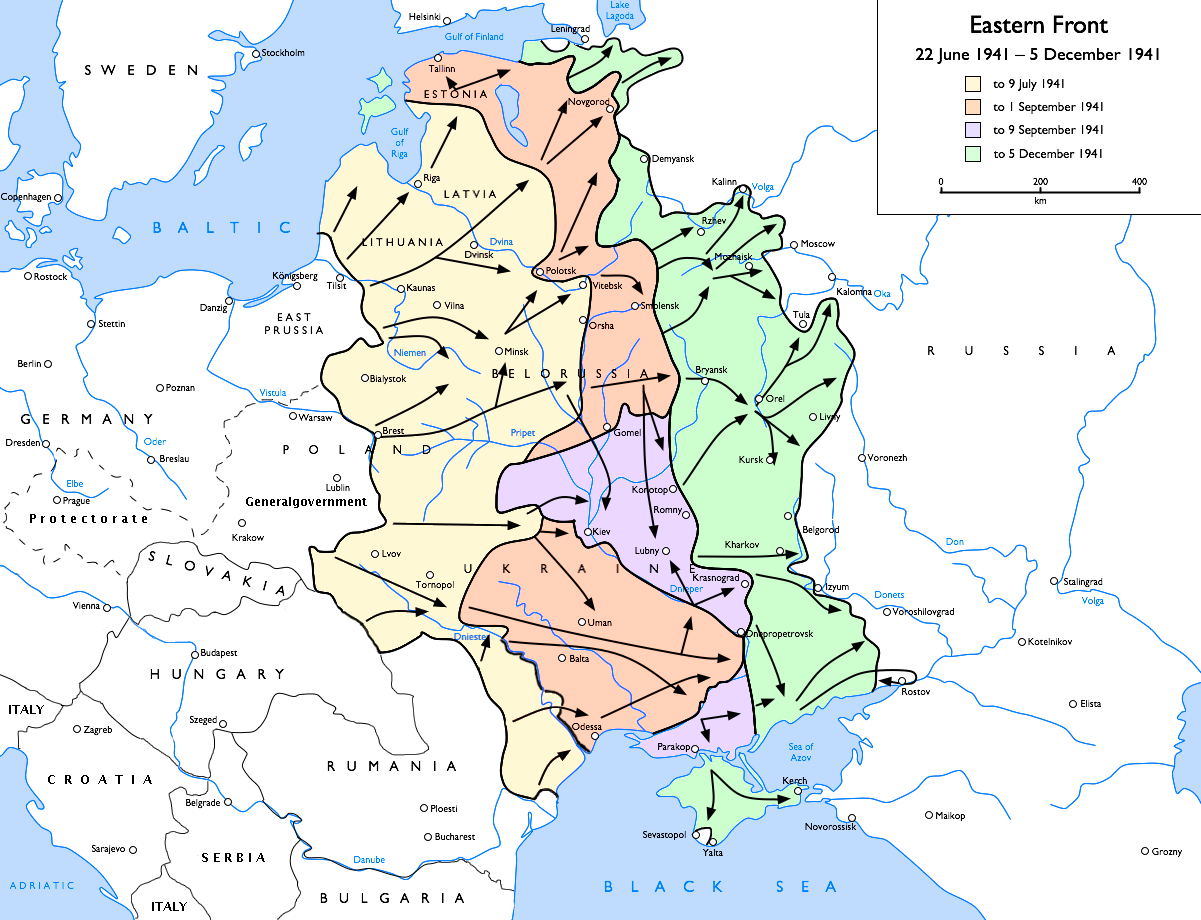
Válka na východní frontě od 22. června
do 5. prosince 1941:
fronta do 9. července
fronta do 1. září
fronta do 9. září (obklíčení Kyjeva)
fronta do 5. prosince

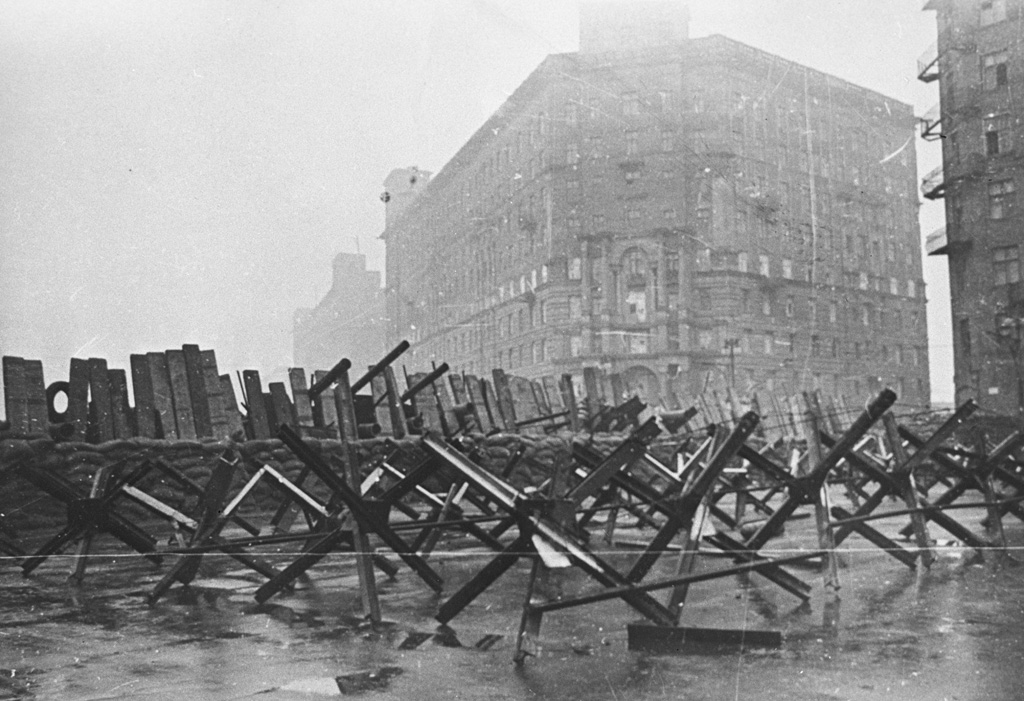
Protitankové zátarasy v Moskvě

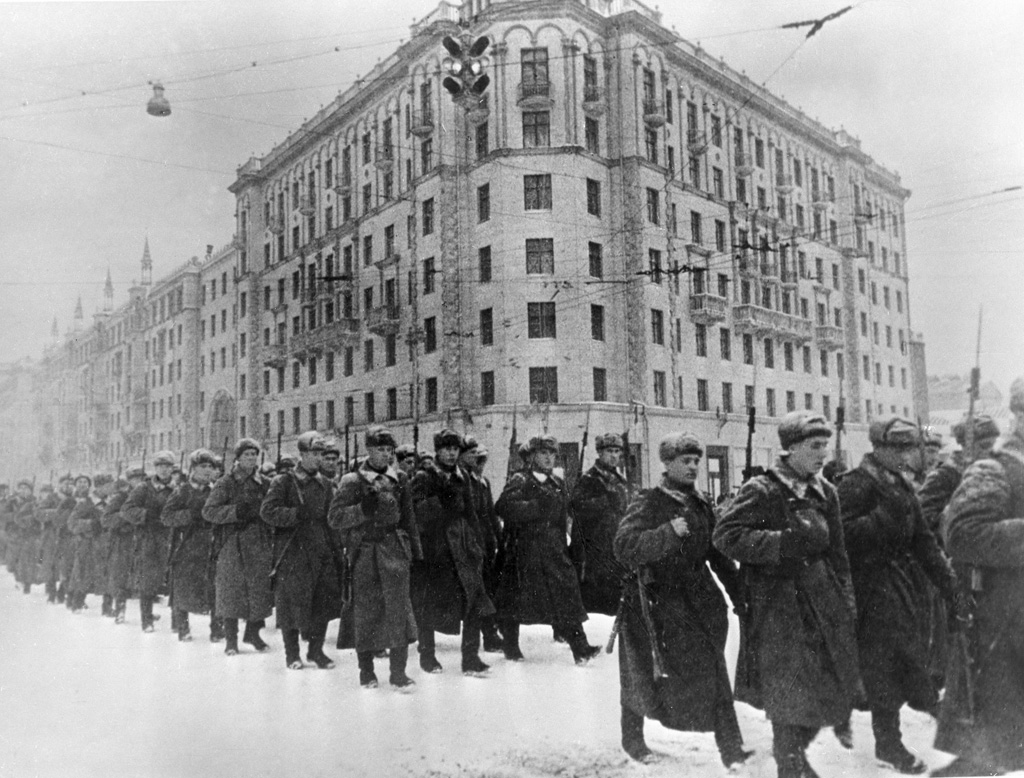
Prosinec 1941, jednotky z Moskvy odcházejí na frontu

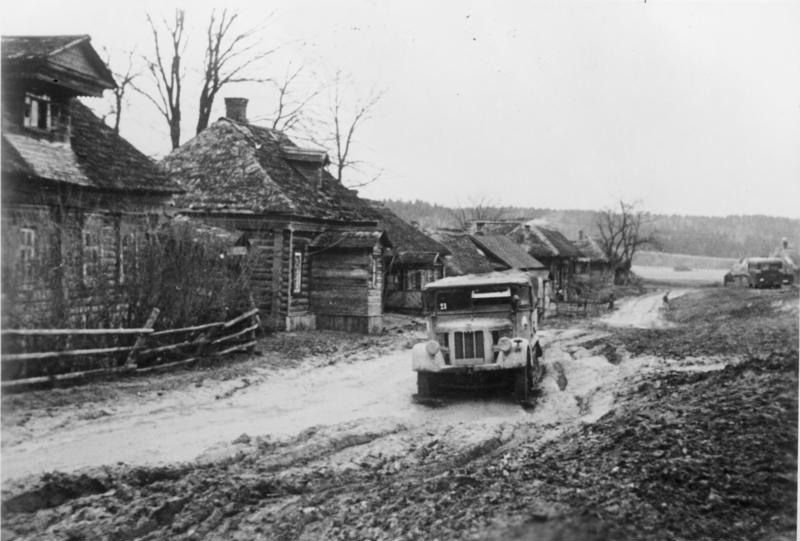
Německý vůz a bláto u Moskvy, listopad 1941

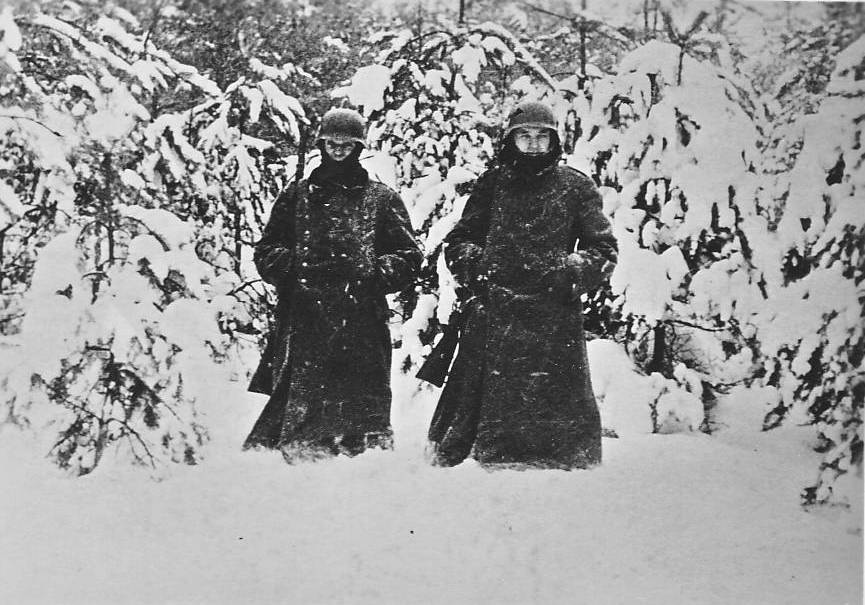
Německá stráž západně od Moskvy, prosinec 1941

Podle plánů německého vrchního velení měl útok na Moskvu, který dostal krycí jméno Tajfun, proběhnout ve dvou fázích.
- 1. Průlom obrany sovětského západního frontu severně a jižně od dálnice Smolensk-Moskva. Vysunutí dvou tankových skupin vpřed (3. tanková skupina jako severní a 4. jako jižní). Tím se měla vytvořit ramena kleští. Spojením čelistí u Vjazmy uzavřít v kotli nepřátelské síly stojící před frontou. Současně zaútočit Guderianovou tankovou skupinou z jihozápadu, tedy z prostoru u severoukrajinského Hluchova na Orel a proniknout do Jeremenkova týlu. Pak změnit směr postupu na Brjansk a obklíčit tak tři sovětské armády.
- 2. Pronásledování unikajících nepřátelských sil na široké frontě všemi třemi tankovými skupinami. Úder až k Moskvě a její dobytí nebo obklíčení.

Vojenská síla, se kterou polní maršál Fedor von Bock vytáhl do boje, zahrnovala tři pěší armády (9., 4. a 2.), obě tankové armády skupiny armád Střed (Guderianova 2. a Hothova 3.), a Hoepnerovu 4. tankovou armádu. Celkem bylo shromážděno čtrnáct tankových a osm motorizovaných divizí, dvě motorizované brigády a čtyřicet šest pěších divizí. Ofenzívu podporovaly dvě letecké armády. To vše doplňovaly silné oddíly protiletadlového dělostřelectva. Němci si vytvořili převahu v tancích a letadlech 2:1, v dělech 3:1.
Operace byla zahájena v úterý 30. září 1941 na jižním křídle skupiny armád Střed 2. tankovou armádou výpadem v prostoru Putivl-Hluchiv směrem na Orel, který byl dobyt 3. října. V této kritické chvíli povolal Stalin Žukova, který se ujal řízení obrany Moskvy. 13. října padla Kaluga, která leží 160 kilometrů jihozápadně od Moskvy. 14. října dobyl čelní odřad z 1. tankové divize město Kalinin, které leží 150 kilometrů severozápadně od Moskvy, přerušil železniční trať Leningrad–Moskva a dobyl jediný most přes Volhu, který padl za druhé světové války německým vojskům do rukou neporušený. Téhož dne Adolf Hitler sebevědomě prohlásil, že Rusko bylo poraženo.
14. října stála také pěší divize SS „Das Reich“ u Borodina, 100 kilometrů před Moskvou. Sovětská obrana byla posílena vojenskou jednotkou ze Sibiře, která disponovala novými tanky T-34 a KV-1. Pluky divize SS „Das Reich“, brigáda Hauenfeld z 10. tankové divize se 7. tankovým plukem, jeden oddíl 90. dělostřeleckého pluku a 10. motocyklový prapor zahájily akce proti Sibiřanům, kteří byli ostřílení váleční veteráni. Sověti nasadili do boje i své reaktivní raketomety „Kaťuše“. Ztráty divize „Das Reich“ byly tak vysoké, že její třetí pěší pluk byl rozpuštěn. 18. října prorazili Němci obranu a 20. října byl v Moskvě vyhlášen stav obležení. Německá 10. tanková divize pak zlomila poslední odpor sovětských jednotek 19. října, kdy padl Možajsk. Podzimní počasí se neustále zhoršovalo a pohyb vojsk komplikovalo všudepřítomné bahno. Německým vojskům se komplikovala situace se zásobováním, protože z jedné poloviny dopravních kapacit byli odkázáni na koňské potahy. Navíc se začaly projevovat údery partyzánů na komunikace a dopravní uzly, což mělo další následky.
Počátkem listopadu začalo mrznout a boje byly znovu obnoveny v plné síle. Stalin však byl v té době již přesvědčen, že od Japonska mu na východních hranicích nehrozí žádné nebezpečí, a tak byly k Moskvě ze Sibiře posílány vlakové transporty, které přivážely vycvičené, vyzbrojené a válkou s Japonskem ostřílené elitní jednotky, celkem 40 divizí o 700 tisících mužích. Část těchto vojsk provedla 7. listopadu (výročí VŘSR) vojenskou přehlídku na Rudém náměstí v Moskvě, odkud šla přímo na frontu. Dne 15. listopadu byl zahájen klešťový útok, při kterém stála německá vojska na severu 45 km a na jihu 90 km od Moskvy. Vleklé boje před Moskvou trvaly do konce listopadu a Němci utrpěli četné ztráty. Dne 24. listopadu byla obsazena Krásná Poljana, kam byla umístěna baterie těžkých děl, které měly ostřelovat Moskvu. Dne 25. listopadu však podnikli Sověti protiútok a Krásnou Poljanu dobyli zpět. Žukov byl přesvědčen, že útok německých vojsk ztrácí dynamiku, která byla způsobena jejich vyčerpáním, stavem techniky i nevyhovujícím logistickým zabezpečením. Proto požádal Stalina o přidělení dalších sibiřských vojsk pod jeho velení. Stalin jeho žádosti 29. listopadu vyhověl. Dne 1. prosince zasedal štáb Západního frontu, přičemž bylo stanoveno, že protiútok sovětských vojsk začne 6. prosince. Téhož dne provedla německá vojska čelní útok a 4. prosince 1941 se za velkých ztrát dostala již 30 km před Moskvu a Kreml byl prý vidět vojenskými dalekohledy. 5. prosince začalo výrazně mrznout, teplota klesla až na – 30 stupňů Celsia. Němci nebyli na tuto situaci připraveni – nešly jim nastartovat motory u tanků, aut a letadel, vojáci neměli odpovídající zimní oblečení, navíc se jim nedostávalo potřebné množství zásob. A právě 5. prosince zahájila sovětská vojska Kalininského frontu severně od Moskvy protiútok, který byl předzvěstí rozsáhlejší ofenzívy.
6. prosince zahájily čerstvé sovětské jednotky ze Sibiře (byly zde 3 nově zformované sovětské armády) mohutnou protiofenzívu, při které sovětské letectvo získalo poprvé vzdušnou převahu. Byly ničeny německé jednotky, němečtí vojáci se dostávali do zajetí. Před Moskvou zůstalo obrovské množství techniky, kterou Wehrmacht nestačil stáhnout zpět. Útok, který vedl Koněvův Kalininský front, Žukovův Západní front a Timošenkův Jihozápadní front, zahnal Němce o 150 – 300 km zpět. 16. prosince 1941 sice Adolf Hitler zakázal von Bockovi ústup, ale ten rozkaz fakticky nerespektoval, protože si byl vědom ohrožení Skupiny armád Střed. Německá vojska se po ústupu zakopala v předem připravených pozicích, kde se udržela. Žukov sice pokračoval v útoku, ale neuspěl, protože i jeho vojska se vyčerpala, potřebovala doplnit zálohy a zásoby a odpočinout si. Proto na jaře roku 1942 přešel do defenzívy. Moskva však byla zachráněna a už nikdy později nebyla přímo ohrožena.

## Dohra

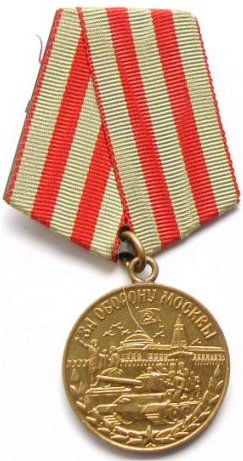
Medaile „za obranu Moskvy“

Bitva před Moskvou spolu s boji o Rostov na přelomu listopadu a prosince znamenala první německou porážku a rozsáhlý ústup ve druhé světové válce. Adolf Hitler po skončení bitvy obvinil z neúspěchu velitele německých armád a většinu z nich odvolal, včetně vrchního velitele Waltera von Brauchitsch a sám se ujal vedení armády. Na druhé straně způsobila bitva o Moskvu zvýšení sebevědomí a prestiže Rudé armády, která byla koncem 30. let zdecimována Stalinovými čistkami a teď ukázala celému světu a hlavně nedůvěřivým Spojencům, že i do té doby neporažený Wehrmacht lze zastavit. Pro celý Sovětský svaz boje o Moskvu znamenaly záchranu z velmi nebezpečné situace. Od prosince 1941 začala pomalu ale jistě růst i celková kvalita důstojnického sboru, ta se v následujících dvou letech vyrovnala kvalitě Wehrmachtu [zdroj?]. Dodnes mnohé odborné práce připisují německé neúspěchy v této bitvě na vrub pověstnému ruskému „generálu Zimě“, přičemž je dost opomíjeným faktem, že i sovětské jednotky musely zápasit při tuhých mrazech či rozmočených cestách se stejnými obtížemi. Nepřipravenost německých vojsk, která plánovala dobýt západní části SSSR do příchodu zimy, se stala jedním z rozhodujících činitelů, který předznačují průběh následujících bojů. Nezodpovědná a diletantská rozhodnutí obou diktátorů také sehrála svou významnou roli. Rudá armáda zaplatila za zastavení Němců vysokou daň, padlo nebo bylo zajato okolo 966 000 mužů – o polovinu případně až 3× více než ztratil jejich neporažený, ale silně oslabený nepřítel.

#### Filmotéka
- Boj o Moskvu – Agrese I. a II., režie Jurij Ozerov
- Boj o Moskvu – Operace Tajfun I. a II., režie Jurij Ozerov